# Aurora Bernáldez Dicenta
Aurora Bernáldez Dicenta (* 24. August 1940 in Madrid, Spanien) ist eine spanische Diplomatin und Botschafterin.

## Werdegang
Nach ihrem Abschluss in Politikwissenschaften trat sie 1972 in den diplomatischen Dienst ein. Sie wurde in die Ständige Vertretung Spaniens bei der OECD entsandt und war Handelsberaterin und Leiterin der spanischen Handelsbüros in London und Mailand.
Von 1993 bis 1998 war Dicenta spanische Botschafterin in Äthiopien, mit Zweitakkreditierung für Dschibuti und Eritrea. Am 20. Februar 1998 wurde sie zur spanischen Botschafterin in Pakistan ernannt. Das Amt hatte sie bis 2001 inne.
Zwischenzeitlich war sie beratendes Mitglied in der Untergeneraldirektion für Justiz und Inneres des Außenministeriums. Von 2007 bis 2010 war Dicenta spanische Botschafterin in Jakarta, mit Zuständigkeit für Indonesien, Osttimor und ab 2009 die ASEAN. Am 17. September 2010  wurde Dicenta in den Ruhestand versetzt.